# Damastes decoratus
Damastes decoratus là một loài nhện trong họ Sparassidae.
Loài này thuộc chi Damastes. Damastes decoratus được Eugène Simon miêu tả năm 1897.